# AXI FINANCE IFN SA
AXI Finance IFN S.A. este o instituție financiară nebancară română înființată în 2015, cu sediul social în București. Compania este subsidiara română a grupului bulgar Access Finance Ltd., care face parte din Management Financial Group (MFG).

## Istoric și înființare
AXI Finance IFN S.A. a fost creată pe 12 octombrie 2015 ca instituție financiară nebancară și a fost înregistrată în Registrul Special al IFN-urilor ținut de Banca Națională a României (BNR) sub numărul RS-PJR-41-110167 din data de 04.11.2024. Compania este înregistrată ca operator de date cu caracter personal la Autoritatea Națională de Supraveghere a Prelucrării Datelor cu Caracter Personal cu numărul: 37715.
Societatea și-a început operațiunile pe piața românească la începutul anului 2017, lansând cardul de credit AXI Card. Produsul a fost lansat după succesul înregistrat în Bulgaria, unde compania mamă Access Finance oferă un produs similar sub denumirea "White Card" (Biala Karta) din 2013.

## Structura corporativă

### Compania mamă
AXI Finance IFN S.A. este divizia internațională a companiei bulgare Access Finance Ltd. Access Finance a fost înființată în 2013 în Sofia, Bulgaria, și face parte din Management Financial Group (MFG), un grup financiar bulgar cu peste 8.300 de angajați în mai mult de 450 de birouri din Europa și America de Nord.

### Conducere
Directorul General al AXI Finance IFN S.A. este Bogdan Dobre, în funcție din ianuarie 2022. Bogdan Dobre are peste 20 de ani de experiență în industria serviciilor financiare, în special în domeniul finanțării pentru consumatori. Anterior, a fost CEO la Garanti Consumer Finance între 2008-2021, unde a realizat 138 de luni consecutive de profit.
La nivel de grup, Tsvetan Krastev este CEO și co-fondatorul Access Finance AD. El a identificat încă din 2013 nevoia pieței pentru servicii financiare mai moderne și orientate către tehnologie.

## Sediul și datele de înregistrare
Sediul social al AXI Finance IFN S.A. se află în România, București, sectorul 2, Bulevardul Dimitrie Pompeiu nr. 5-7, Hermes Business Campus – Clădirea C, etaj 6. Compania are codul unic de înregistrare 35116319 și numărul de ordine în registrul comerțului J40/12493/2015.

## Produse și servicii

### AXI Card
Produsul principal al companiei este AXI Card, un card de credit cu valabilitate internațională care poate fi utilizat atât pentru plăți în magazine, cât și online. Principalele caracteristici ale produsului, la data de 23 iunie 2025, includ:
- Limita de credit: până la 4.000 lei[18]
- Dobânda: 0,19% pe zi (5,9% pe lună) pentru clienții care achită integral suma utilizată[19]
- Fără comisioane: nu se percep taxe pentru emitere, administrare sau utilizarea cardului la plățile în magazine și bancomatele din România[20]
- Aprobare rapidă: procesul de aprobare poate dura doar câteva minute, iar banii pot ajunge în cont în minimum 15 minute[21]
- Cerințe minime: vârsta minimă de 18 ani și venit minim de 500 lei[22]

### Proces de aplicare
Solicitarea cardului se poate face 100% online sau telefonic la numărul 031 9033, fără necesitatea completării prealabile a unui formular complex. Compania oferă acces la finanțare indiferent de situația financiară și socială a solicitanților, inclusiv persoanelor cu istoric de creditare negativ.

## Performanțe financiare și de piață

### Lansarea pe piața română
În prima lună de la lansarea pe piața românească în 2017, AXI Card a atras peste 5.000 de solicitanți. Mai mult de 1.600 de solicitări au fost aprobate și peste 1.000 de carduri au ajuns la clienți.

### Datele companiei
Conform datelor din 2022, AXI Finance IFN S.A. avea peste 31.000 de carduri active (cu o creștere de 28% față de anul anterior) și o limită de credit aprobată de peste 7,3 milioane EUR (cu o creștere de 35%). Compania avea aproximativ 80 de angajați și înregistra un EBITDA pozitiv.

### Succesul pe piața bulgară
Produsul original White Card din Bulgaria are peste 135.000 de utilizatori unici care dețin un card de credit de la Access Finance. Access Finance operează în prezent cu peste 235.000 de clienți în Europa.

## Reglementare și supraveghere
AXI Finance IFN S.A. operează sub supravegherea Băncii Naționale a României, fiind înscrisă în Registrul Special al IFN-urilor. Compania respectă prevederile Legii nr. 93/2009 privind instituțiile financiare nebancare și ale Regulamentului nr. 20/2009.
Pentru a fi inclusă în Registrul Special BNR, o IFN trebuie să aibă capitaluri proprii și surse împrumutate de minimum 50 de milioane de lei și un sold al finanțărilor acordate de cel puțin 25 de milioane de lei.

## Poziția pe piață
AXI Finance se poziționează ca o alternativă la ofertele bancare tradiționale, adresându-se unui segment care are nevoie de produse simple și accesibile. Compania consideră produsul său ca fiind "un produs școală" care învață clienții primii pași în utilizarea unui instrument complex precum cardul de credit.
Conform declarațiilor conducerii, compania se adresează în special tinerilor cu activitate economică care generează venit, dar care pot fi în situația primelor luni de activitate și nu sunt eligibili în sistemul de evaluare al băncilor tradiționale.

## Recenzii și satisfacția clienților
Compania declară că are peste 95% evaluări pozitive pe eKomi din peste 3.500 de recenzii. Printre comentariile clienților se numără aprecieri pentru dobânzile reduse, profesionalismul echipei și modalitatea simplă de lucru.

## Expansiunea internațională
Grupul Access Finance, prin subsidiare, operează în mai multe țări europene, inclusiv Bulgaria, România, Polonia, Spania, Macedonia de Nord și Croatia. Recent, grupul și-a extins operațiunile și în Mexic și Statele Unite prin lansarea brandului Juzt Card.